# ريان فلين (لاعب كرة قدم أمريكية)
ريان فلين (بالإنجليزية: Ryan Flinn)‏ هو لاعب كرة قدم أمريكية أمريكي، ولد في 14 فبراير 1980.

## وصلات خارجية
- ريان فلين على موقع مرجع كرة القدم المحترفة.كوم (الإنجليزية)